# Jan van Aartsen
Johannes (Jan) van Aartsen (Amsterdam, 15 september 1909 – Vlissingen, 3 februari 1992) was een Nederlands politicus. Hij was lid van de Antirevolutionaire Partij (ARP).
Hij was secretaris van de christelijke werkgevers en wethouder in Den Haag. Van Aartsen volgde in 1958 Jacob Algera met tussenkomst van H.B.J. Witte op als minister van Verkeer en Waterstaat in het vierde kabinet-Drees. Hij bekleedde die post later ook in het kabinet-Marijnen. Daarna werd hij minister van Volkshuisvesting in het kabinet-De Quay. Hij bracht een eerste nota over de ruimtelijke ordening uit en was middelpunt van de kabinetscrisis in 1960 over de woningbouw. Van Aartsen stelde het rijkswegenfonds in. Na zijn ministerschap was hij commissaris van de Koningin van de provincie Zeeland, waar zowel de families van zijn vader als zijn moeder hun wortels hadden.
Jan van Aartsen was oorspronkelijk gereformeerd, maar ging na de kwestie-Geelkerken in 1926 over naar de Gereformeerde Kerken in Hersteld Verband. Deze kerken voegden zich in 1946 bij de Nederlandse Hervormde Kerk.
Hij overleed in 1992 en werd begraven op Zorgvlied.

## Familie
Jan van Aartsen is de vader van de VVD-politicus Jozias van Aartsen. Hij was de zoon van de in Middelburg geboren Jozias Johannes van Aartsen (1871-1959), (hoofd)onderwijzer, hoofd van een school en zoon van een schoenmaker, en van de in Goes geboren Anna Catharina Ramondt (1867-1942), dochter van een zadelmaker.
- Biografisch Portaal: 13252555
- International Standard Name Identifier: 0000 0003 8731 6173
- Nederlandse Thesaurus van Auteursnamen: 067800475
- Parlement.com: vg09lldxcw00
- Virtual International Authority File: 280273131
- WorldCat: E39PBJjCPgDRhYHYhr98dbJ4bd